# Nguyễn Ngọc Loan
Nguyễn Ngọc Loan (* 11. Dezember 1931 in Huế, Vietnam; † 14. Juli 1998 in Burke, Virginia, USA) war ein südvietnamesischer General und während des Vietnamkrieges Polizeichef von Saigon. Weltweit bekannt wurde er 1968 durch die Erschießung des vietnamesischen Vietcong-Angehörigen Nguyễn Văn Lém vor den laufenden Kameras westlicher Reporter.

## Jugend und Karriere
Nguyễn Ngọc Loan war das älteste von elf Kindern eines Maschinenbauingenieurs. Sein Studium an der Universität von Huế absolvierte er als einer der Klassenbesten und begann im Anschluss eine Laufbahn als Jet-Pilot bei der südvietnamesischen Luftwaffe.
Einer seiner Mitpiloten und besten Freunde, der 1965 zum südvietnamesischen Premierminister gewählte Nguyễn Cao Kỳ, verschaffte Loan den Posten des Polizeichefs von Saigon.

## Die Exekution des Vietcong-Kämpfers
Loan stand bei westlichen Reportern im Ruf, ein zügelloses Temperament zu haben, und war für seine Wutausbrüche bekannt, wenn die Vietcong Attacken gegen Zivilisten verübten.
Am 1. Februar 1968, einen Tag nach Beginn der Tet-Offensive, tötete er in Saigon auf offener Straße und vor den Kameras westlicher Reporter mit einem Kopfschuss den gerade festgenommenen 34-jährigen FNL-Kämpfer Nguyễn Văn Lém („Kampfname“ Bảy Lốp). Dieser war nach Angaben des Polizeichefs unmittelbar an der Ermordung der Familie eines Polizeioffiziers beteiligt gewesen.
Von der Exekution Nguyễn Văn Léms gibt es eine Filmaufzeichnung durch den NBC-Kameramann Vo Suu und ein von AP-Fotograf Eddie Adams im Moment des Todes gemachtes Bild. Insbesondere  diese Fotografie ging um die Welt und gilt nicht nur als eines der erschütterndsten Bilddokumente des Vietnamkrieges, sondern wurde aufgrund der internationalen Reaktionen auch zu einem Sinnbild für die zunehmende Bedeutung von Massenmedien bei der Kriegsführung. Es wurde noch im Jahr 1968 zum Pressefoto des Jahres gewählt, und Adams erhielt dafür im Jahr darauf den Pulitzer-Preis.
Adams äußerte später Verständnis für die Handlungsweise des Generals und blieb bis zu dessen Tod mit ihm in Kontakt. In seinem Nachruf auf Nguyễn Ngọc Loan schrieb Adams 1998:

„Der General tötete den Vietcong; ich tötete den General mit meiner Kamera. Fotos sind die mächtigste Waffe der Welt. Die Menschen glauben ihnen, aber Fotos lügen, auch ohne Manipulation. Sie sind nur Halbwahrheiten. Was das Foto nicht sagte, war: „Was würden Sie tun, wenn Sie zu dieser Zeit und an diesem heißen Tag der General wären und den so genannten Bösewicht erwischen würden, nachdem er ein, zwei oder drei amerikanische Soldaten weggepustet hat? … Ich sage nicht, dass das, was er getan hat, richtig war, aber man muss sich in seine Lage versetzen.““

## Weiteres Leben
Die Journalistin Oriana Fallaci interviewte Nguyễn im August 1968. Das Porträt erschien am 16. August 1968 in der Wochenzeitung Die Zeit.
Nguyễn Ngọc Loan flüchtete 1975 vor der Eroberung Saigons durch die Vietnamesische Volksarmee in die USA und eröffnete später unter falschem Namen in Burke, Virginia, eine Pizzeria. Diese musste er 1991 aber wieder schließen, da seine Vergangenheit bekannt geworden war, die Kunden ausblieben und er bedroht wurde.
Versuche, ihn wegen der öffentlichen Erschießung in den USA anzuklagen, wurden mit der Begründung, dass er nicht für eine in Südvietnam begangene Tat in den USA zur Rechenschaft gezogen werden könne, abgewiesen.
Nguyễn Ngọc Loan starb am 14. Juli 1998 in Burke an Krebs.